# فیروزی (مرودشت)
فیروزی (مرودشت)، روستایی از توابع بخش مرکزی شهرستان مرودشت در استان فارس ایران است.
آثار تاریخی :پل قدیم فیروزی یکی از پل‌های ناشناخته‌ و در حال تخریب روستای فیروزی مرودشت است که در سال ۸۸ به ثبت آثار ملی رسیده، با این وجود باستان‌شناسان معتقدند که ثبت نتوانسته به این اثر تاریخی کمکی کند و پل فیروزی نیاز به مدت طولانی ندارد تا به زباله‌دانی تاریخی بپوندد.
از پل قدیم فیروزی چیزی جز تلی خاک و پیکری نیمه شده باقی نمانده‌است.
مردم بومی روستای فیروزی فارسی زبان(در اصطلاح بومی: تاجیک) هستند.

## جمعیت
این روستا در دهستان کناره قرار دارد و براساس سرشماری مرکز آمار ایران در سال ۱۳۸۵، جمعیت آن ۲٬۶۳۹ نفر (۶۹۹خانوار) بوده‌است.